# Школа управління імені Джона Ф. Кеннеді
Школа управління імені Джона Ф. Кеннеді (англ. John F. Kennedy School of Government) — один з факультетів Гарвардського університету, що готує фахівців у галузі державного управління, економічного розвитку та політології.
Кампус знаходиться на вулиці Джона Ф. Кеннеді в місті Кембридж, штат Массачусетс і прилягає до Меморіального Парку Джона Ф. Кеннеді. Школа пропонує студентам п'ять магістерських програм, чотири докторські програми і короткочасні програми навчання без присудження диплома. Деякі з програм пропонуються спільно з іншими факультетами Гарвардського університету. Школа організовує різні дослідження в галузі державного управління, економічного розвитку, політології, а також різну суспільну діяльність.
Школа була заснована в 1936 році на пожертвування у розмірі 2 млн доларів, отримане від конгресмена Луція Літтавера. Один із будинків кампусу названо на його честь. У 1966 році школа отримала ім'я президента США Джона Ф. Кеннеді. Школа стабільно отримує найвищі місця в рейтингах вищих навчальних закладів у своїй сфері. З 2016 року його деканом є економіст Дуглас Елмендорф.